# Mazda Tribute
Mazda Tribute — кроссовер компании Mazda, выпускавшийся с 2000 по 2011 год (в Азии и России до 2006 года) на азиатском и североамериканском рынках. Разработан совместно с американским автопроизводителем Ford, который до сих пор выпускает схожий автомобиль Ford Escape (Kuga в Европе 2008 года). Автомобиль выпускался также под маркой Mercury Mariner, поскольку Mercury является подразделением Ford.

## Первое поколение
Автомобиль первого поколения впервые был представлен в 2000 году на автосалоне в Лос-Анджелесе. В 2003 году североамериканская модель была обновлена в плане двигателей. Во второй половине 2005 года обновление прошла азиатская модель. Кроме двигателей был изменён экстерьер. Tribute первого поколения на некоторых рынках был заменён на модель CX-7 весной 2006 года.

## Второе поколение
В 2007 году был представлен Tribute второго поколения. Автомобиль не сильно отличается от модели 2000—2007 годов, но интерьер приобрёл значительные изменения.
В 2008 году был проведён рестайлинг модели: новый двигатель объёмом 2,5 литра мощностью 173 л. с.
В 2011 году снят с продаж и заменён моделью CX-5.